# Синцин
Синци́н (кит. упр. 兴庆, пиньинь Xīngqìng) — район городского подчинения городского округа Иньчуань Нинся-Хуэйского автономного района (КНР). Район назван в честь Синцинфу — столицы средневекового тангутского государства Си Ся, находившегося в этом месте.

## История
При империи Тан в 677 году старый административный центр уезда Хуэйюань (怀远县) был смыт наводнением, и 678 году в этих местах было основано новое поселение. В 1020 году сюда из Линчжоу перенёс свою ставку тангутский вождь Ли Дэмин и переименовал Хуэйюань в Синчжоу (兴州). В 1038 году его сын Ли Юаньхао провозгласил себя императором независимого государства Си Ся, и переименовал Синчжоу в Синцинфу (兴庆府).
При империи Мин здесь был основан посёлок Нинся (宁夏镇). При империи Цин в этих местах разместились власти Нинсяской управы (宁夏府).
В 1929 году гоминьдановскими властями была создана провинция Нинся, и посёлок Нинся стал Провинциальным городом Нинся (宁夏省城). В 1944 году он был переименован в Иньчуань (银川).
В 1949 году старый Иньчуань был административно разделён на четыре района, а на землях, перешедших в его состав из-под юрисдикции окрестных уездов, в 1951 году были образованы районы № 5 и № 6. В 1954 году эти шесть районов были попарно объединены. В 1970 году они были официально переименованы в Городской район (城区), район Новый город (新城区) и Пригородный район (郊区).
Постановлением Госсовета КНР от 19 октября 2002 года три района Иньчуаня были расформированы, а на месте бывшего Городского района и части земель бывшего Пригородного района был создан район Синцин.

## Административное деление
Район делится на 11 уличных комитетов, 2 посёлка и 2 волости.